# Run For Royalty
Run For Royalty, född 28 april 2014, är en finsk varmblodig travhäst. Han tränas av Pekka Korpi och körs av Hannu Torvinen eller Janne Korpi.
Run For Royalty började tävla i september 2016. Han har till juli 2023 sprungit in 549 405 euro på 54 starter, varav 19 segrar, 9 andraplatser och 2 tredjeplatser. Hans största seger är tagen i Finskt Trav-Kriterium (2017). Han har även haft stora framhångar som äldre har han bland annat vunnit Suur-Hollola-loppet (2022, 2023) samt St. Michel-loppet (2022) och kommit på tredjeplats i Suur-Hollola-loppet (2021).

## Statistik
| Statistik för Run For Royalty (Ref.) | Statistik för Run For Royalty (Ref.) | Statistik för Run For Royalty (Ref.) | Statistik för Run For Royalty (Ref.) | Statistik för Run For Royalty (Ref.) | Statistik för Run For Royalty (Ref.) |
| ------------------------------------ | ------------------------------------ | ------------------------------------ | ------------------------------------ | ------------------------------------ | ------------------------------------ |
| Starter                              | Placeringar                          | Startprissumma                       | Segerprocent                         | Platsprocent                         | Rekord                               |
| 54                                   | 19-9-2                               | 549 405 euro                         | 35 %                                 | 56 %                                 | 1.09,7ak,                            |

### Större segrar
| År   | Lopp                  | Kusk            | Vinstbelopp | Grupp   |
| ---- | --------------------- | --------------- | ----------- | ------- |
| 2017 | Finskt Trav-Kriterium | Hannu Torvinen  | 112 500 EUR | Grupp 1 |
| 2022 | Suur-Hollola-loppet   | Janne Korpi     | 96 000 EUR  | Grupp 1 |
| 2022 | St. Michel-loppet     | Janne Korpi     | 80 000 EUR  | Grupp 1 |
| 2023 | Suur-Hollola-loppet   | Antti Teivainen | 90 000 EUR  | Grupp 1 |